# Dehalogenacja
Dehalogenacja – reakcja chemiczna eliminacji jednego lub większej liczby atomów z grupy halogenów (fluor, chlor, brom, jod) z cząsteczki związku chemicznego.
Przykład: dehalogenacja tetrahalogenoalkanów prowadząca do otrzymania alkinów.
Reakcja chlorowcoalkanów z KOH pod wpływem alkoholu prowadzi do odszczepienia się halogenowodoru oraz powstania wiązania podwójnego/potrójnego. Dochodzi też do reakcji dehalogenacji pod wpływem reakcji Grignarda, gdy dwa chlorowce są od siebie oddalone nie więcej niż o cztery węgle. Gdy chlorowce znajdują się przy sąsiednich węglach powstaje wiązanie podwójne, a produktem ubocznym jest dana sól.